# Nasikabatrachus sahyadrensis
Espèce
Statut de conservation UICN

NTB1ab(iii) : Quasi menacé
Nasikabatrachus sahyadrensis est une espèce d'amphibiens de la famille Nasikabatrachidae. Son nom vernaculaire en anglais est purple frog (grenouille violette).

## Étymologie
Le genre Nasikabatrachus, du sanskrit nasika, « nez », et du grec batrachus, « grenouille », fait référence au museau pointu de cette espèce (la seule du genre).
Son épithète spécifique, composé de sahyadr[i] et du suffixe latin -ensis, « qui vit dans, qui habite », lui a été donnée en référence au lieu de sa découverte, les monts Sahyadrî, autre nom donné aux Ghâts occidentaux.

## Répartition

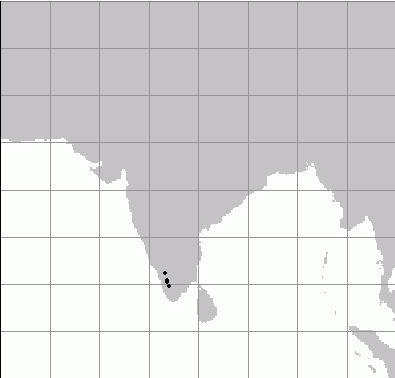
Aire de répartition de Nasikabatrachus sahyadrensis.

Cette espèce est endémique des Ghats occidentaux dans les États du Kerala et du Tamil Nadu en Inde.

## Description
L'holotype de Nasikabatrachus sahyadrensis, une femelle adulte, mesure 70 mm. Son dos est violet foncé (d'où son nom anglais de purple frog). Sa tête est petite et son museau pointu.

## Comportement
Cette espèce passe pratiquement toute l'année cachée dans le sol et sort de terre seulement pendant la mousson, durant environ deux semaines, afin de se reproduire. Ce mode de vie très discret explique peut-être pourquoi cette espèce n'a été décrite qu'au début du XXIe siècle.

## Taxinomie

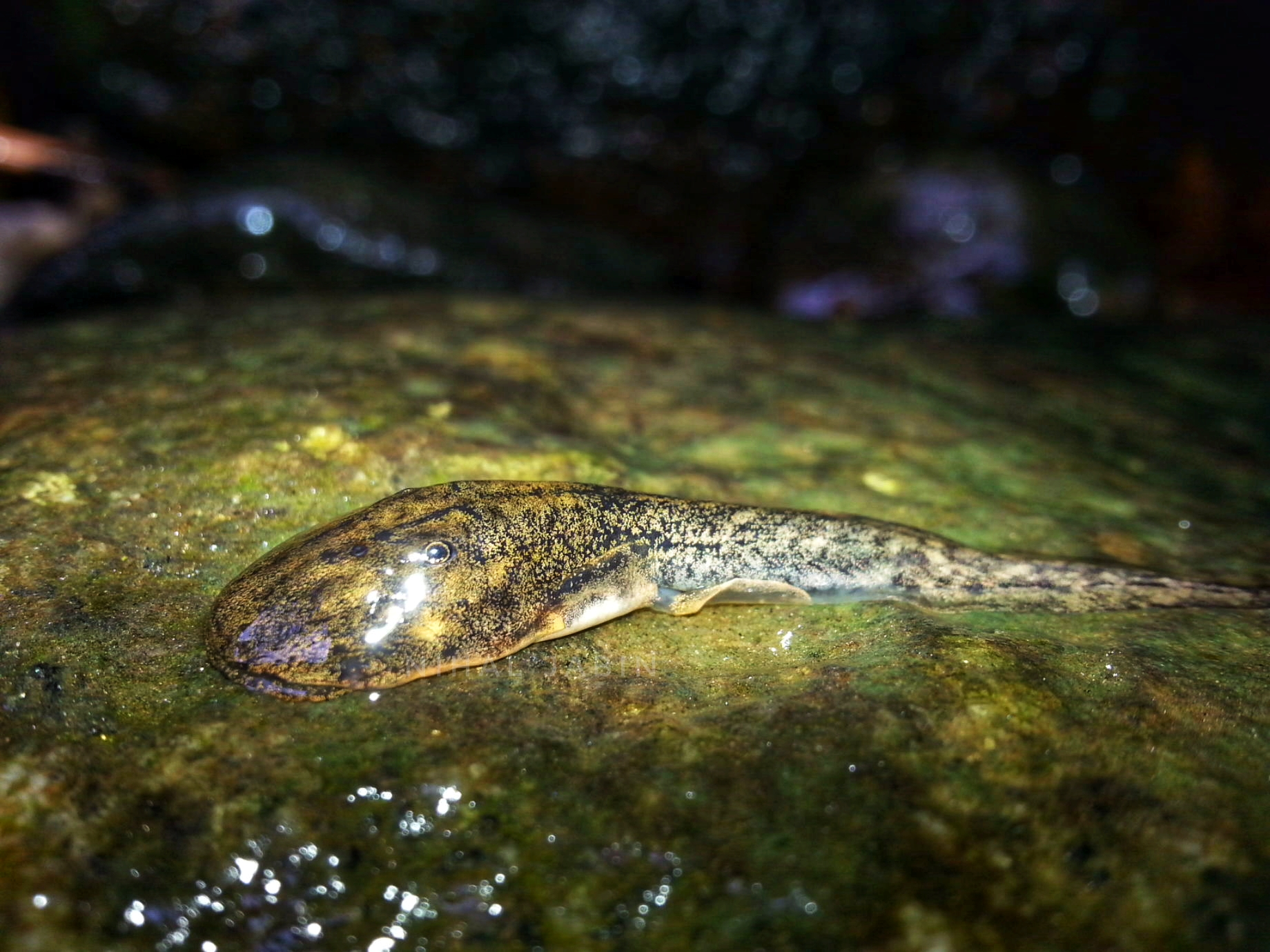
Têtard de Nasikabatrachus sahyadrensis.

Suivant des analyses génétiques, cette espèce serait proche de la famille des Sooglossidae endémique des Seychelles. Les deux familles se seraient séparées il y a environ 100 millions d'années, lorsque l'Inde, les Seychelles et Madagascar ne formaient qu'un seul ensemble.
L'espèce a été découverte en octobre 2003 par le Belge Franky Bossuyt de l'Université libre de Bruxelles et par l'Indien Sathyabhama Das Biju de l'Institut de recherche et du jardin botanique de Palode. Cependant, l'animal était déjà bien connu des populations locales, et son têtard, qui a la particularité de se développer dans les cascades, avait été décrit dès 1918.

## Publication originale
- (en) S. D. Biju et Franky Bossuyt, « New frog family from India reveals an ancient biogeographical link with the Seychelles », Nature, vol. 425,‎ 2003, p. 711–714 (ISSN 0028-0836, e-ISSN 1476-4687, lire en ligne [PDF], consulté le 26 juin 2020).